# Aglaja (geslacht)
Aglaja is een geslacht van weekdieren uit de klasse van de Gastropoda (slakken).

## Soorten
- Aglaja berrieri (Dieuzeide, 1935)
- Aglaja minuta Pruvot-Fol, 1953
- Aglaja ocelligera (Bergh, 1893)
- Aglaja regiscorona Bertsch, 1972
- Aglaja tricolorata Renier, 1807
- Aglaja unsa Ev. Marcus & Er. Marcus, 1969